# Matte Mosaik
Matte Mosaik, serie av matematikböcker för skolåren 1-6, ges ut av bokförlaget Liber.
Matte Mosaik är skrivna 1997-2004. Författarna heter Lennart Skoogh, Håkan Johansson och Ronny Ahlström. I varje bok finns det sex kapitel. I varje kapitel finns det tre olika svårighetsgrader. Den lättaste boken är grön linje, den näst lättaste är blå linje och den svåraste heter röd linje. Det finns totalt tolv olika böcker.

## Böcker i serien
- 4A ISBN 91-21-17595-0
- 4B ISBN 91-21-17597-7
- 5A ISBN 91-21-17620-5
- 5B ISBN 91-21-17621-3
- 6A ISBN 91-21-17626-4
- 6B ISBN 91-21-17627-2